# Higginsius fasciatella
Higginsius fasciatella är en fjärilsart som beskrevs av Johannes Karl Max Röber 1914. Higginsius fasciatella ingår i släktet Higginsius och familjen praktfjärilar. Inga underarter finns listade i Catalogue of Life.